# Tobias Hansen
Tobias Aagaard Hansen (Odense, 10 de marzo de 2002) es un deportista danés que compite en ciclismo en las modalidades de pista y ruta.
Ganó cuatro medallas en el Campeonato Mundial de Ciclismo en Pista, en los años 2022 y 2024, y seis medallas en el Campeonato Europeo de Ciclismo en Pista entre los años 2021 y 2025.

## Medallero internacional
| Campeonato Mundial | Campeonato Mundial       | Campeonato Mundial | Campeonato Mundial      |
| Año                | Lugar                    | Medalla            | Competición             |
| ------------------ | ------------------------ | ------------------ | ----------------------- |
| 2022               | Saint-Quentin (Francia)  | Medalla de bronce  | Persecución por equipos |
| 2024               | Ballerup (Dinamarca)     | Medalla de oro     | Persecución por equipos |
| 2024               | Ballerup (Dinamarca)     | Medalla de oro     | Eliminación             |
| 2024               | Ballerup (Dinamarca)     | Medalla de plata   | Scratch                 |
| Campeonato Europeo |                          |                    |                         |
| Año                | Lugar                    | Medalla            | Competición             |
| 2021               | Grenchen (Suiza)         | Medalla de oro     | Persecución por equipos |
| 2022               | Múnich (Alemania)        | Medalla de plata   | Persecución por equipos |
| 2024               | Apeldoorn (Países Bajos) | Medalla de oro     | Eliminación             |
| 2024               | Apeldoorn (Países Bajos) | Medalla de plata   | Persecución por equipos |
| 2024               | Apeldoorn (Países Bajos) | Medalla de bronce  | Scratch                 |
| 2025               | Heusden-Zolder (Bélgica) | Medalla de oro     | Persecución por equipos |

## Palmarés
2022
- 1 etapa del Baltic Chain Tour